# Ichimiya Unyu
La empresa Ichimiya Unyu (一宮運輸?), es una empresa japonesa de logística. Su sede central se encuentra en la Ciudad de Niihama de la Prefectura de Ehime. Es parte del Grupo Ichimiya (一宮グループ Ichimiya Gurūpu?), compuesto por 31 empresas localizadas tanto en Japón como en el exterior.

## Características
Su denominación en inglés es el de "Ichimiya Transportation Co., Ltd.".
Cuenta con centros operativos en todo Japón, constituyendo una red integral de logística. Transporta tanto carga tradicional como especial (carga peligrosa, carga tóxica, entre otros). También realiza operaciones de mudanza y de depósito temporario de materiales de construcción.

## Datos
- Razón social: Ichimiya Unyu S.A. (一宮運輸株式会社 Ichimiya Unyu Kabushikigaisha?)
- Fundación: diciembre de 1961
- Sede central: 〒792-8584 Nishibarachō 2-4-36, Ciudad de Niihama, Prefectura de Ehime
- Teléfono: 0897-33-0138
- Cantidad de empleados: 855

## Centros operativos
- Sede central: Ciudad de Niihama
- Sucursales: Ciudad de Niihama (Región de Shikoku), Ciudad de Osaka (Región de Kansai), Ciudad de Ichihara (市原市 Ichihara-shi?) (Región de Kanto), Ciudad de Imizu (射水市 Imizu-shi?) (Región de Hokuriku), y Ciudad de Oshu (奥州市 Ōshū-shi?) (Región de Tohoku).

## Centro logístico
- Ciudad de Ichihara

## Oficinas administrativas
- Sucursal Shikoku: Ciudad de Toon
- Sucursal Tokio: Ciudad de Tokio
- Sucursal Osaka: Ciudad de Osaka